# ريكاردو بايز
ريكاردو بايز (بالإسبانية: Ricardo David Páez) هو لاعب كرة قدم فنزويلي في مركز الوسط، ولد في 9 فبراير 1979 في أكاريغوا ‏ في فنزويلا. شارك مع منتخب فنزويلا لكرة القدم. أما مع النوادي، فقد لعب مع أليانزا ليما وأمريكا دي كالي وبوكا جونيورز وبولتيهنيكا تيميسوارا وديبورتيفو بيريرا وديبورتيفو تاشيرا وستاندارد لييج ومينيروس دو غويانا ونادي برشلونة ونادي بني ياس ونادي سان لويس ونادي كاستييون ونادي لانوس.

## وصلات خارجية
- ريكاردو بايز على موقع الاتحاد الدولي (مؤرشف)  (الإنجليزية)
- ريكاردو بايز على موقع قاعدة بيانات كرة القدم.إي يو (الإنجليزية)
- ريكاردو بايز على موقع ناشيونال فوتبول تيمز (الإنجليزية)